# Quelqu'un me suit...

Quelqu'un me suit... (Deadly Delusion) est un téléfilm américain réalisé par Nadeem Soumah, diffusé en 2017 sur Lifetime.

## Fiche technique
- Réalisation : Nadeem Soumah
- Scénario : Jake Cashill
- Durée : 89 minutes
- Pays :  États-Unis

## Synopsis
Espérant un nouveau départ, Julia déménage à Los Angeles avec son nouveau petit ami. Après qu'ils se sont installés dans une nouvelle maison, de mystérieux événements commencent à se produire. Il ne faut pas longtemps avant que Julia soit convaincue que ses démons ont emménagé avec elle.

## Distribution
- Haylie Duff (VF : Marie Chevalot) : Julia McNeil
- Mike Faiola (VF : Sylvain Agaësse) : Shane
- Teri Polo (VF : Rafaèle Moutier) : Docteur Leary
- Louis Mandylor (VF : Thierry Ragueneau) : Robert Turner
- Melissa Mars (VF : Alice Taurand) : Annie
- Michael Rene Walton (VF : Igor Chometowski) : Arthur
- Josie Achaval : Assistante d'Arthur
- Cheryl Anderson : Mannequin
- Sara Bailey : Infirmière
- Justin Bigelli : Luis
- Del Brown et Pete Pearlman : Passagers de l'avion
- Stephen Brown : Réalisateur
- Leonel Claude : Lionel
- Fernando Count : Officier de police
- Anthony De La Cruz et Steve Jacques : Millionnaires
- Devorah Lynne Dishington et Ida Kinnunen : Clients
- Kristin Feinfield : Mère de Julia
- Walker Haynes : Officier Lawrence
- Jakki Jandrell (VF : Kahina Tagherset) : Heather
- S.E. Perry : Maître d'hôtel
- Rocco Rozzotti : Officier Drake
- Jenny Robinson : Hôtesse de l'air
- Alessandra Romano : Responsable de magasin
- Jose Rosete : Homme sinistre

## Sources
- Geeks
- Romper
- Jabber Jaw Reviews
- The Movie Scene
- Marida Caterini